# Umowa w Ciudad Juárez

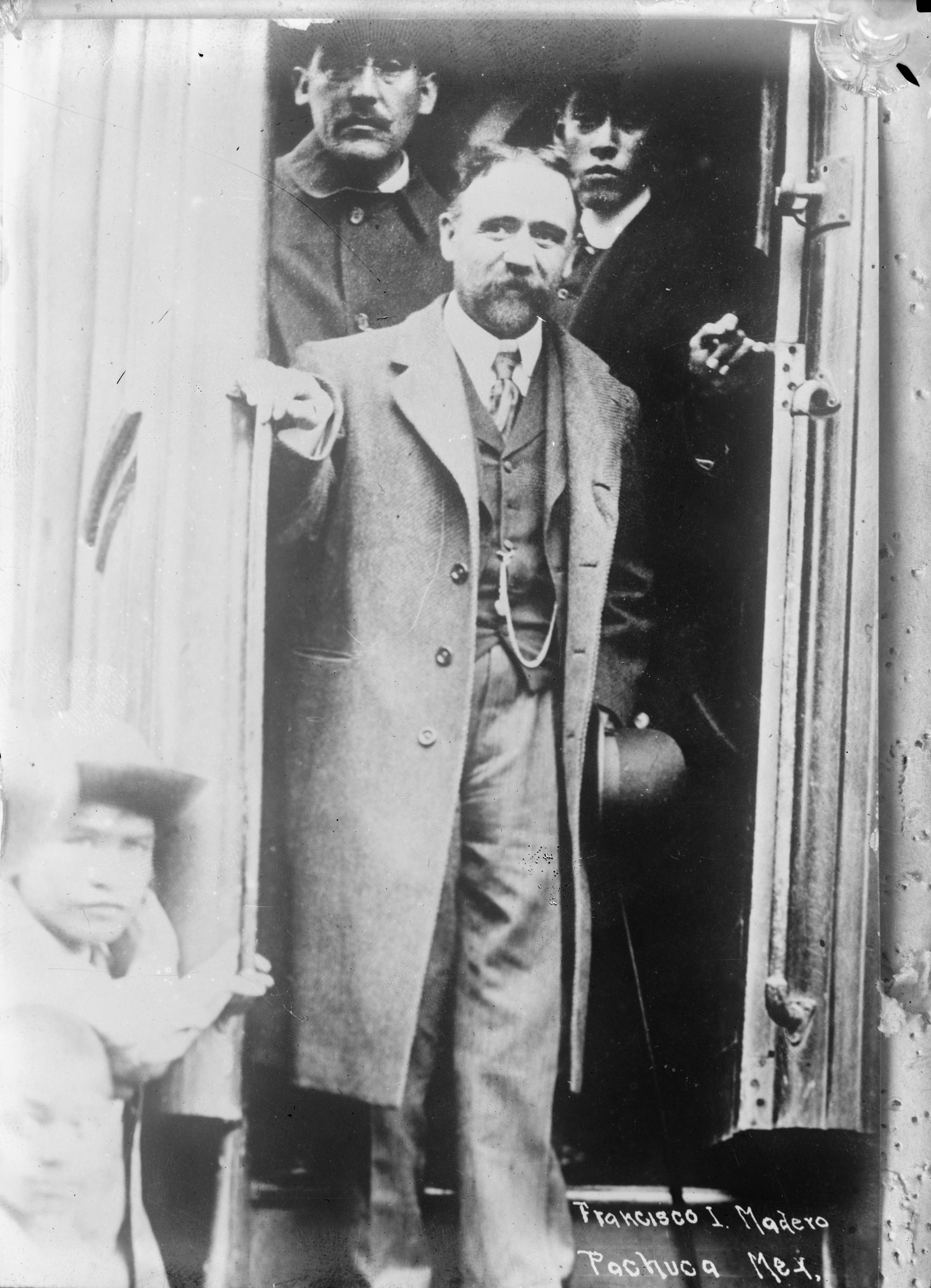
Francisco Madero w 1911 roku

Umowa w Ciudad Juárez – traktat pokojowy podpisany 21 maja 1911 roku przez ówczesnego prezydenta Meksyku Porfirio Díaza i liberalnego rewolucjonistę Francisca Maderę, po bitwie o Ciudad Juárez. Układ położył kres walkom pomiędzy zwolennikami Madery i Díaza, i w ten sposób zakończył pierwszą fazę rewolucji meksykańskiej.
Najważniejszym punktem układu była rezygnacja Díaza ze stanowiska prezydenta Meksyku, a Ramóna Corrala ze stanowiska wiceprezydenta. Francisco León de la Barra został mianowany tymczasowym prezydentem, do czasu wolnych wyborów, które zostały wyznaczone na październik 1911 roku. Díaz udał się na wygnanie do Francji.
Traktat pominął kwestie reform rolnych i socjalnych, które Madero wcześniej obiecywał w swoich manifestach. W ten sposób umowa zostawiła dawny reżim Díaza na miejscu, chociaż bez niego samego. Madero także rozczarował chłopów, godząc się, by wszelkie spory o ziemie (w większości pomiędzy drobnymi rolnikami a posiadaczami dużych latyfundiów) były rozstrzygane w starych sądach, w których zasiadali sędziowie jeszcze wyznaczeni przez Díaza. W konsekwencji, zamieszki i walki pomiędzy różnymi frakcjami, szczególnie na wsi, trwały nadal.
7 czerwca 1911 roku Madero wjechał do stolicy Meksyku i w październiku tego roku został wybrany na prezydenta, a José María Pino Suárez na wiceprezydenta.